# Callobius arizonicus
Callobius arizonicus är en spindelart som först beskrevs av Chamberlin och Ivie 1947.  Callobius arizonicus ingår i släktet Callobius och familjen mörkerspindlar. Inga underarter finns listade.